# Johannes Gujan
Johannes Gujan (* 13. November 1668 in Splügen; † 1748 ebenda) war ein Schweizer reformierter Pfarrer.

## Leben
Johannes Gujan wurde als Sohn des Pfarrers Jakob Gujan und der Elsa Zoya am 13. November 1668 in Splügen im Kanton Graubünden geboren. Über seine Schulausbildung ist nichts bekannt. 1686 kam er nach Zürich, schrieb sich am 31. Januar 1688 an der Universität Lausanne zum Studium der Theologie ein und wurde schon im Sommer des nächsten Jahres in Zuoz in die evangelisch-rätische Synode aufgenommen. Allerdings war er erst von 1692 bis 1695 als Pfarrer tätig, und zwar in Safien. Danach wurde er für das Adelsgeschlecht Capol als Nachfolger von Johannes Christian Leonhardi Feldprediger, und erlebte während dieser neunjährigen Tätigkeit einen Erbfolgekrieg. Als Gujan sich 1704, zurück in Bünden, um die Pfarrstelle in Tamins bemühte, bekam er sie nicht. So entschied er sich, im darauf folgenden Jahr Pfarrer zu Nufenen GR zu werden. Ein weiteres Jahr später äußerte die Gemeinde Splügen den Wunsch, Gujan als Pfarrer zu haben, worauf er auch einging. Von da an betreute er auch die Gemeinden Sufers sowie Medels im Rheinwald, die 1726 jedoch eigene Pfarrer bekamen. Als er 1726 Dekan der drei Bünde wurde, wurde er somit einer der einflussreichsten reformierten Bündner Theologen. 1746 gab Johannes Gujan sowohl das Dekan- als auch die Pfarrämter aus Altersgründen aus und verstarb zwei Jahre später.

## Werke
- Pauli Sterbens-Wunsch Zugeeignet auff das Absterben der Elisabetha Schorschin, gebohrne Sprecherin v. Bernegg. Phil. I. v.2.3 (Chur 1709)
- Das geziemende Stillschweigen einer gläubigen Seelen unter Gottes Heimsuchung. Leich-Bestattung dess Junkers Peter Schorsch zu Splügen (Chur 1723)
- Mosis Entlassung/oder der Ihme durch eine unmittelbahre Ansprach Gottes angekündigte Hinscheid. Bey Bestattung Johann Paul Schorsch (Chur 1738)
- Christliche Leichpredigt von dem seeligen Zustand. Bey Leich-Bestattung der Maria Margareta Schorschin, geb. Albertini (Chur 1738)